# Árbitro (luta profissional)

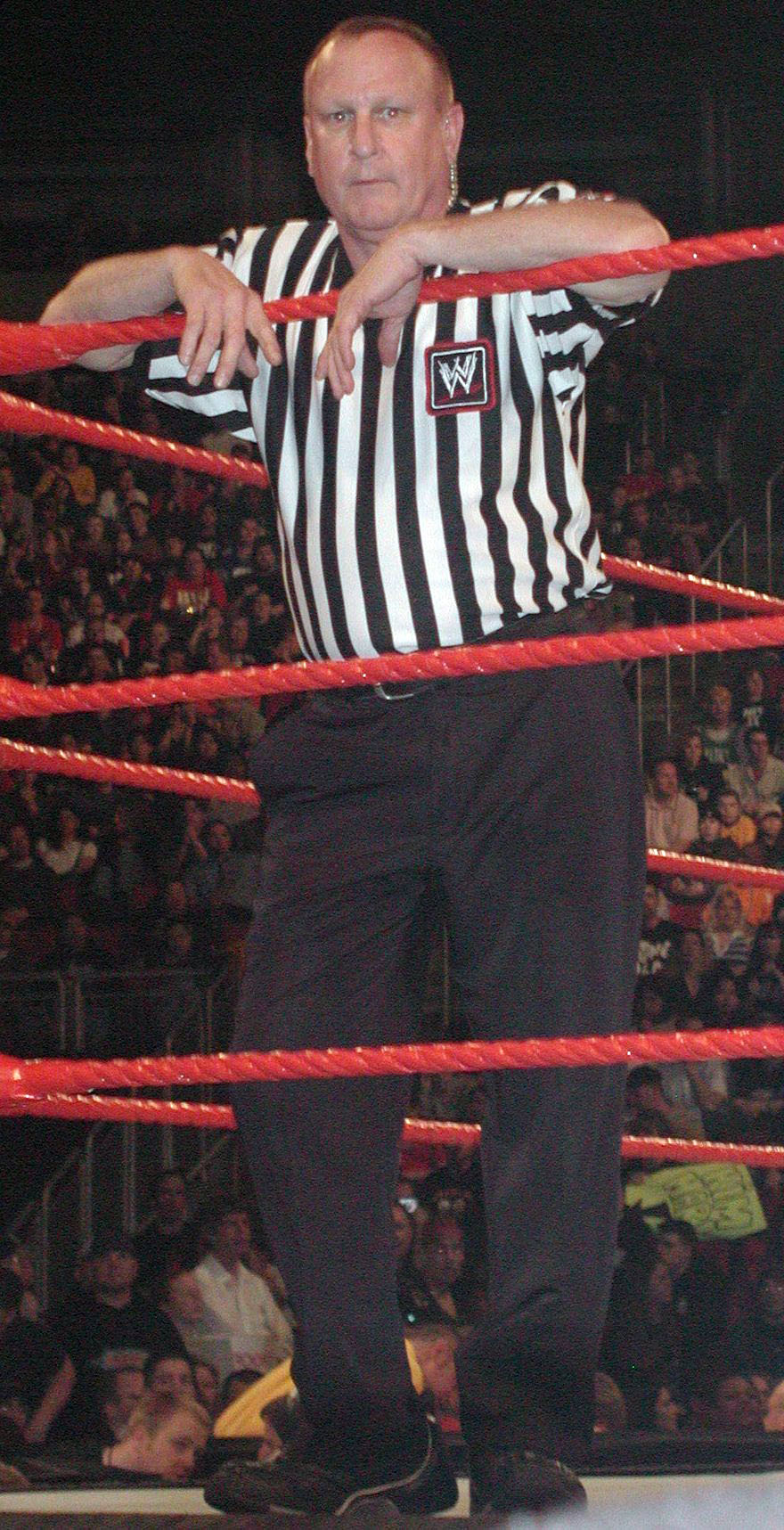
Earl Hebner, um dos principais árbitros de luta profissional na história.

Na luta livre profissional, o árbitro é uma figura de autoridade presente dentro ou próximo ao ringue durante as lutas. Sua função é semelhante à de árbitros em esportes de combate como o boxe ou as artes marciais mistas: atuar como árbitro das regras e responsável por tomar decisões. Na prática, o árbitro é, assim como os lutadores, um participante ativo na execução da luta conforme o roteiro preestabelecido, incluindo seu desfecho predeterminado. Ele é responsável por controlar o ritmo da luta e por transmitir informações ou instruções dos oficiais nos bastidores para os lutadores. Assim como os lutadores, os árbitros também têm a responsabilidade de manter o kayfabe, devendo tomar decisões de acordo com as regras fictícias estabelecidas pela promoção.